# Rodrigo Lara Bonilla
Rodrigo Lara Bonilla (Neiva, 11 d'agost de 1946 - Bogotà, 30 d'abril de 1984) va ser un polític i advocat colombià. Fou Ministre de Justícia durant el govern de Belisario Betancur, càrrec en el qual es va caracteritzar per perseguir als narcotraficants del Cartel de Medellín, liderats per Pablo Escobar. En 1984 va ser assassinat en el nord de Bogotà per sicaris d'Escobar. La seva mort va representar l'inici d'una guerra entre l'Estat colombià i els grups de narcotraficants que s'estendria per més d'una dècada. La seva vida i assassinat van ser novel·lats per l'escriptor Nahum Montt en el llibre Lara.